# Деллингсгаузен, Александр Александрович
Барон Алекса́ндр Алекса́ндрович Деллингсга́узен (14 (26) января 1889 — 24 ноября 1960) — полковник лейб-гвардии 4-го стрелкового полка, герой Первой мировой войны.

## Биография
Родился 14 (26) января 1889 года в семье дворянина Эстляндской губернии барона Александра Юльевича Деллингсгаузена, который 28 февраля 1888 года женился на дочери тайного советника Эдуарда Васильевича Лерхе Зое(07.12.1861—?). Впоследствии в семье родился (29.02.1896) ещё один сын, Кирилл.
По окончании Пажеского корпуса по 1-му разряду в 1908 году, произведен был в подпоручики лейб-гвардии 4-го стрелкового батальона, в 1910 году развернутого в полк.
Чины: поручик (1912), штабс-капитан (1916), капитан (1916), полковник (1917).
В Первую мировую войну вступил со своим полком. Командовал ротой и батальоном. Был пожалован Георгиевским оружием
За то, что, состоя в чине поручика, в бою 8-го июля 1915 года у д. Сенница-Королевская, будучи послан с двумя ротами на поддержку отходящего батальона соседнего полка, который, потеряв всех своих офицеров и много унтер-офицеров, был тесним германцами, принял командование над этим батальоном, восстановил порядок, перешел в контр-атаку и занял оставленную батальоном позицию.
2 апреля 1917 года произведен в полковники на вакансию. С ноября 1918 года командовал ротой и 3-м отрядом Балтийского ландесвера, участвовал в боях с большевиками. В 1919 году, находясь в Берлине, переправлял пополнения для русских отрядов в Прибалтике.
В эмиграции сначала жил в Германии, затем — в польском Быдгоще. Состоял членом полкового объединения лейб-гвардии 4-го стрелкового полка. После окончания Второй мировой войны жил в Германии.
Скончался 24 ноября 1960 года в Мюнхене.

## Награды
- Орден Святого Станислава 3-й ст.;
- мечи и бант к ордену Св. Станислава 3-й ст. (ВП 09.08.1916);
- Георгиевское оружие (ВП 24.01.1917).